# Даринка Петровић Његош
Даринка Петровић Његош (девојачко Квекић, Трст, 19. децембар 1838 — Венеција, 2. фебруар 1892) је била супруга црногорског кнеза Данила Петровића Његоша.
Данило се ради брака са Даринком одрекао духовне титуле владике и узео је световну титулу кнеза. Даринка је у Црну Гору дошла 1855. и донела у патријархалну средину многе европске обичаје. Говорила је четири страна језика: италијански, латински, руски и француски, а под њеним утицајем књаз је почео да учи руски и француски. Њеним доласком се умногоме промијенио живот на црногорском двору. Имала је утицаја на спољну политику, па је и неријетко била на удару руске дипломатије. Она је утицала да се укине стари обичај јавног истицања одсјечених глава непријатеља. Јосеф Холечек у књизи "Црна Гора у миру", пише: "Главе са Табље су уклоњене у вријеме књаза Данила, на молбу његове жене Даринке, којој се није допало да их угледа сваки пут кад погледа кроз прозор."
Са Данилом је имала кћерку Олгу. После смрти књаза Данила 1860, била је прогната из земље са ћерком Олгом. Живјела је изван Црне Горе. Умрла је у Венецији 1892. године. О њеној смрти је писао Глас Црногорца (број 6, 1892)

## Породица

### Супружник
| име                        | слика | датум рођења | датум смрти      |
| -------------------------- | ----- | ------------ | ---------------- |
| Књаз Данило Петровић Његош |       | 6. јун 1826. | 13. август 1860. |

### Деца
| име                 | слика | датум рођења   | датум смрти         | супружник |
| ------------------- | ----- | -------------- | ------------------- | --------- |
| Олга Петровић Његош |       | 19. март 1859. | 21. септембар 1896. |           |